# Jacob Rasmussen (skuespiller)
 Der er flere personer med dette navn, se Jacob Rasmussen. (Se også artikler, som begynder med Jacob Rasmussen)
Jacob Rasmussen (født 7. juli 1981 i Glostrup) er en dansk skuespiller. Han debuterede i filmen Vildbassen i 1994.

## Filmografi
- Vildbassen (1994)
- Cirkus Ildebrand (1995)
- Juliane (2000)